# Bathylychnops exilis
Bathylychnops exilis är en fiskart som beskrevs av Cohen, 1958. Bathylychnops exilis ingår i släktet Bathylychnops och familjen Opisthoproctidae. Inga underarter finns listade.

## Bildgalleri

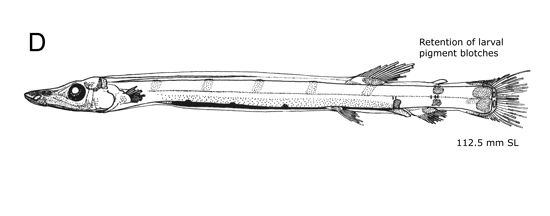